# 民主北路站
民主北路站是徐州地铁1号线的地铁站，位于中华人民共和国江苏省徐州市鼓楼区大马路与文化路交叉口，于2019年9月28日开通。

## 车站结构
民主北路站沿大马路东西设置，为地下二层岛式站台车站，车站长153米，标准段宽21.9、23.9米，车站地下一层为站厅层，地下二层为设备层，地下三层为站台层，站台设置全高站台门。
| 地面              | 出入口 | 2、3出入口 |
| 地下一层          | 站厅   | 客服中心、自动售票机、验票机                                                                                    |
| 地下二层          | 设备   | 车站设备 |
| 地下三层          | 站台   | \| \| \| █ 1号线往路窝（彭城广场） \| \| 島式 · 開左邊车门 \| \| \| \| \| \| █ 1号线往徐州东站（徐州火车站） \| |
|                   |        | █ 1号线往路窝（彭城广场）                                                                                       |
| 島式 · 開左邊车门 |        | |
|                   |        | █ 1号线往徐州东站（徐州火车站）                                                                                 |

## 车站出口
民主北路站目前开放2个出入口，各出口及周围设施如下所示：
| 出口编号            | 照片 | 出口指示       | 建议前往的目的地                 |
| ------------------- | ---- | -------------- | -------------------------------- |
| 2 · 出口            |      | 大马路（北侧） | 徐州市大马路小学校，工人文化宫   |
| 3 · 出口 · （设有） |      | 大马路（北侧） | 徐州市第三中学民主校区，镇河小区 |
| 图例： 设有         |      |                |                                  |

## 接驳交通

### 公交车
- 第三中学：41路、97路、605路、609路
- 万虹桥电子市场(文化宫)：1路、1路区间、5路、6路、6路夜、10路、11路、11路附、13路、13路加班车、20路、21路、41路、48路、52路、75路、86路、609路、K13路、游5路

## 车站历史
车站建设时期工程名为文化宫站，开通前确定以民主北路站作为车站正式名称。
- 2017年1月3日，车站主体结构封顶[2]。
- 2019年9月28日，车站随1号线一期通车开通[1]。